# Rahat
Rahat (tiếng Hebrew:) là một thành phố của Israel. Thành phố Rahat thuộc quận. Thành phố này có diện tích km2, dân số là người.

## Lịch sử
Khu vực thành phố trước đây là nơi cư trú của bộ lạc Al-Tayaha (Al-Hezeel clan). Cho đến năm 1972 thị trấn có tên là "El Huzaiyil" (tiếng Ả Rập: الهزيل) trước khi đổi sang tên hiện tại. Năm 1972 Rahat được chính phủ Israel đặt làm khu định cư mới cho người Bedouin sống du cư xung quanh. Đến năm 1980, Rahat là một phần của Hội đồng Vùng Bnei Shimon và từ đó trở đi (cho đến 1994) nó là hội đồng địa phương (quản lý bởi một hồi đồng tư nhân cho đến 1989). Năm 1994 nơi đây được công nhận là thành phố – thành phố Bedouin đầu tiên ở Israel.

## Phát triển đô thị
Thành phố có tổng cộng 33 khu vực. Tất cả trừ một khu vực bao gồm các clan Bedouin hoàn toàn tách biệt, và một khu vực đa chủng tộc. Giữa mỗi khu vực có một wadi. Thành phố cũng có một chợ, cơ quan thương mại và công cộng, công viên và khu vực công cộng, các trung tâm tuyển dụng phụ nữ, sân chơi trẻ em, và một vài nhà thờ hồi giáo.

## Khí hậu
Rahat có khí hậu bán hoang mạc (Phân loại khí hậu Köppen: BSh). Nhiệt độ trung bình năm là 19,6 °C (67,3 °F), và khoảng 286 mm (11,26 in) lượng mưa hằng năm.
| Dữ liệu khí hậu của Rahat               | Dữ liệu khí hậu của Rahat | Dữ liệu khí hậu của Rahat | Dữ liệu khí hậu của Rahat | Dữ liệu khí hậu của Rahat | Dữ liệu khí hậu của Rahat | Dữ liệu khí hậu của Rahat | Dữ liệu khí hậu của Rahat | Dữ liệu khí hậu của Rahat | Dữ liệu khí hậu của Rahat | Dữ liệu khí hậu của Rahat | Dữ liệu khí hậu của Rahat | Dữ liệu khí hậu của Rahat | Dữ liệu khí hậu của Rahat |
| Tháng                                   | 1                         | 2                         | 3                         | 4                         | 5                         | 6                         | 7                         | 8                         | 9                         | 10                        | 11                        | 12                        | Năm                       |
| --------------------------------------- | ------------------------- | ------------------------- | ------------------------- | ------------------------- | ------------------------- | ------------------------- | ------------------------- | ------------------------- | ------------------------- | ------------------------- | ------------------------- | ------------------------- | ------------------------- |
| Trung bình ngày tối đa °C (°F)          | 17.1 (62.8)               | 18.2 (64.8)               | 20.8 (69.4)               | 24.3 (75.7)               | 28 (82)                   | 30.6 (87.1)               | 31.7 (89.1)               | 32 (90)                   | 30.3 (86.5)               | 28.5 (83.3)               | 24 (75)                   | 18.8 (65.8)               | 25.4 (77.6)               |
| Trung bình ngày °C (°F)                 | 12.2 (54.0)               | 13 (55)                   | 15.2 (59.4)               | 18.2 (64.8)               | 21.6 (70.9)               | 24.2 (75.6)               | 25.6 (78.1)               | 26 (79)                   | 24.4 (75.9)               | 22.3 (72.1)               | 18.3 (64.9)               | 13.9 (57.0)               | 19.6 (67.2)               |
| Tối thiểu trung bình ngày °C (°F)       | 7.3 (45.1)                | 7.9 (46.2)                | 9.6 (49.3)                | 12.2 (54.0)               | 15.2 (59.4)               | 17.8 (64.0)               | 19.6 (67.3)               | 20 (68)                   | 18.5 (65.3)               | 16.1 (61.0)               | 12.6 (54.7)               | 9 (48)                    | 13.8 (56.9)               |
| Lượng Giáng thủy trung bình mm (inches) | 69 (2.7)                  | 51 (2.0)                  | 42 (1.7)                  | 9 (0.4)                   | 3 (0.1)                   | 0 (0)                     | 0 (0)                     | 0 (0)                     | 0 (0)                     | 8 (0.3)                   | 42 (1.7)                  | 62 (2.4)                  | 286 (11.3)                |
| Nguồn:                                  |                           |                           |                           |                           |                           |                           |                           |                           |                           |                           |                           |                           |                           |

## Kinh tế
Thành phố nằm gần Beersheva do đó kinh tế thành phố liên hệ với nơi này. Một công viên công nghiệp nằm ở ngoại ô Rahat, và một công viên công nghiệp được thành lập năm 2015 có tên Idan HaNegev. Một vài khu công nghiệp nằm trong khu vực - Beersheba và Hura. Các cư dân cũng làm việc trong khu công nghiệp ở Beersheba. Có vài tổ chức thúc đẩy khởi nghiệp trong cộng đồng 210,000 người Bedouin đang sống ở Negev, chủ yếu tập trung trên phụ nữ Bedouin. Một trong số đó là Maof, và một ứng dụng tìm việc có tên là Rian.
Năm 2005 thành phố là nơi đầu tiên kết nối với mạng lưới WiMAX.
Năm 2007, Trung tâm phát triển kinh tế cho Jewish-Arab bắt đầu kế hoạch khởi nghiệp và việc làm cho cư dân Rahat. Gần 40 phụ nữ Bedouin tham gia và được đào tạo trong các lĩnh vực tìm việc, kỹ năng máy tính và quản lý kinh doanh. Mười hai người trong số họ đã tự mở kinh doanh (cửa hàng, quần áo, chăm sóc tóc, nhà hàng, may vá).
Năm 2009 thành phố không thể chi trả tiền nước và nguồn nước bị cắt trong vòng 5 giờ. Ngày nay Rahat có một công ty nước phụ trách nguồn nước và trồng trọt.
Năm 2006 Rahat thu được 59% thuế Arnona, giúp cho đây trở thành thành phố Arab thu được nhiều thuế nhất trong thành phần dân số Arab trong năm đó. Năm 2012 Rahat tăng thu được thuế lên đến 71%. Năm 2013 Rahat bắt đầu thu thuế cư dân và thu 44% thuế từ khu công nghiệp gần đó.

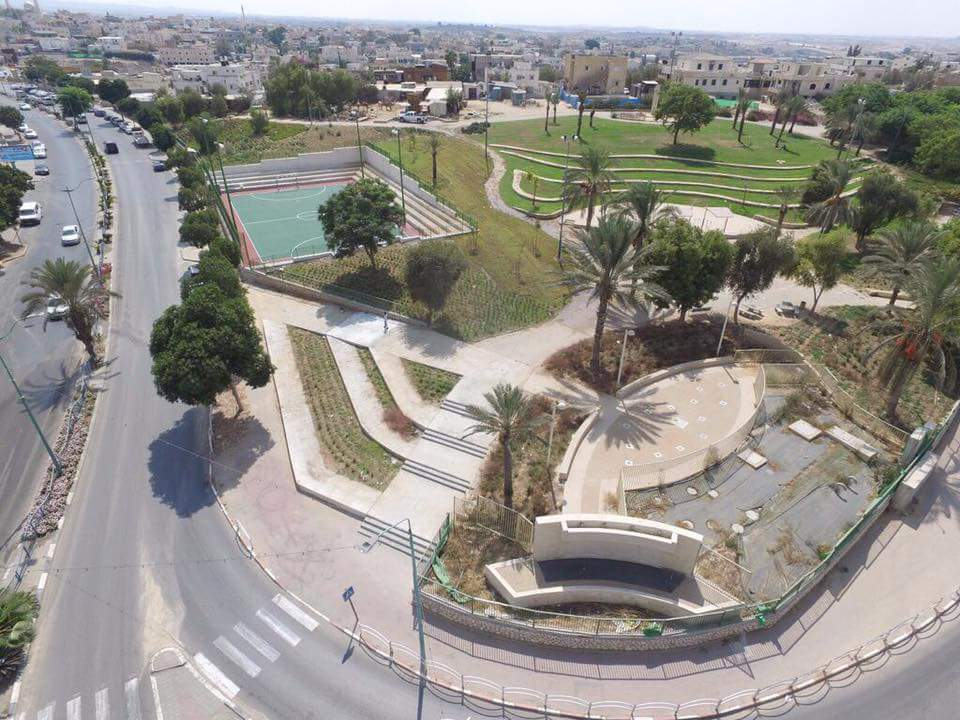
Công viên Trung tâm Rahat

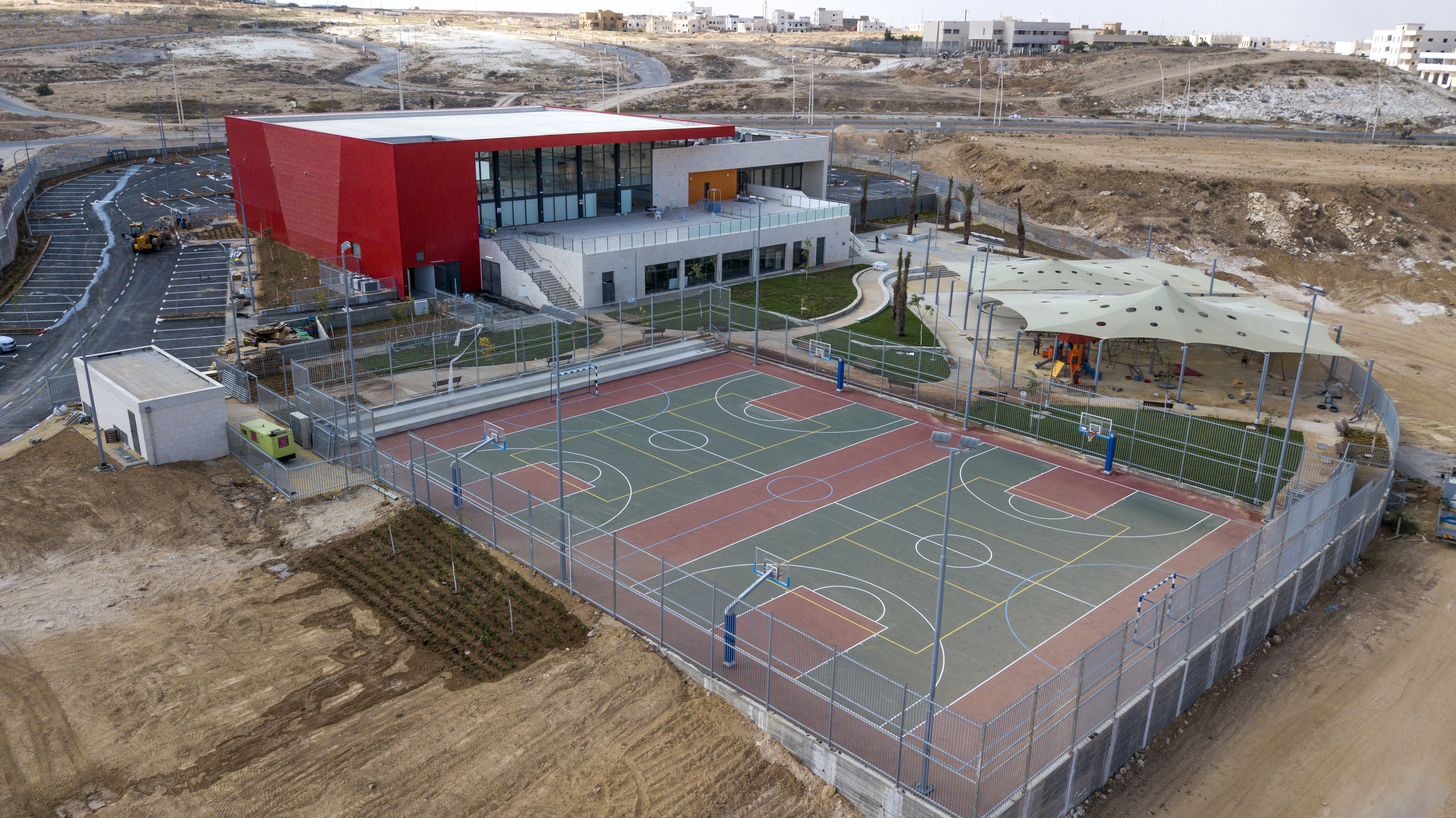
trung tâm thể thao Rahat

Năm 2014 tỉ lệ thất nghiệp của thành phố là 34% và đến năm 2017 là 14%. Thay đổi này là nhờ vào khu công nghiệp Idan HaNegev.

## Kế hoạch văn hóa

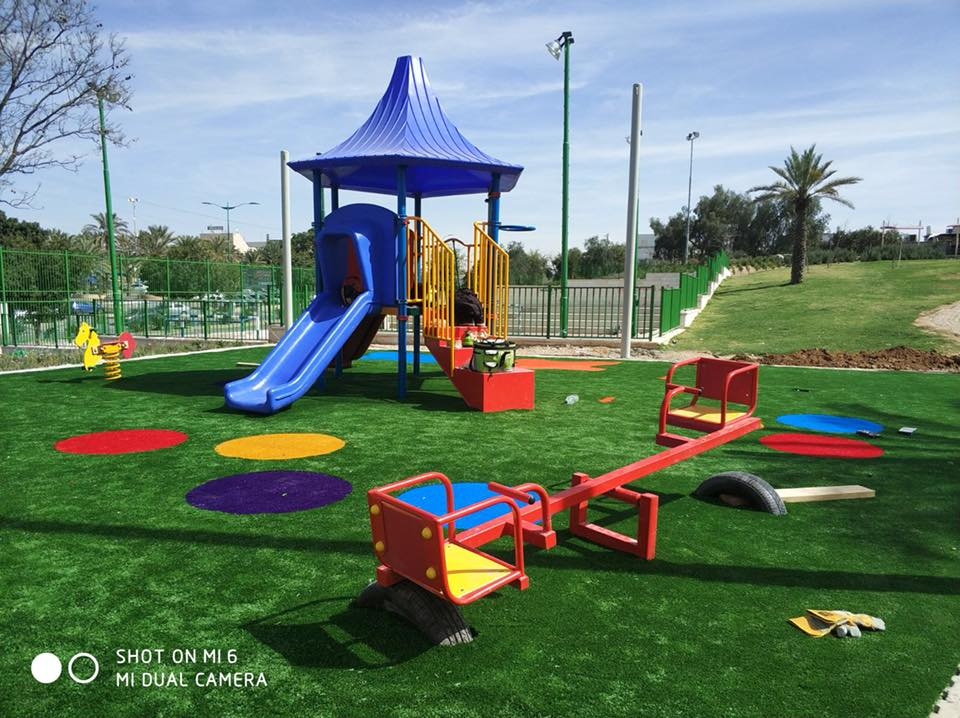
Khu vui chơi ở Rahat

Có nhiều tổ chức hỗ trợ và tạo điều kiện khởi nghiệp ở phía Nam Israel nhằm giúp cho cộng đồng 210,000 người Bedouin ở Negev hòa nhập vào kinh tế into Israel. Trong đó nỗ lực chủ yếu vào phụ nữ Bedouin.
Hai mươi phụ nữ Arab-Bedouin từ các thị trấn Rahat, Lakiya, Tel Sheva, Segev Shalom, Kuseife và Rachma tham dự một khóa may vá cho thiết kế thời trang tại Amal College ở Beer Sheva, bao gồm các bài học may cắt, khởi nghiệp và phát triển bản thân.
Có một chương trình tình nguyện dạy tiếng Anh tại các trường Bedouin ở Rahat.
Chương trình Lãnh đạo Xã hội và Môi trường xuất hiện ở Rahat từ giữa thập niên 2000, khởi xướng bởi các cư dân trẻ.

## Hình ảnh

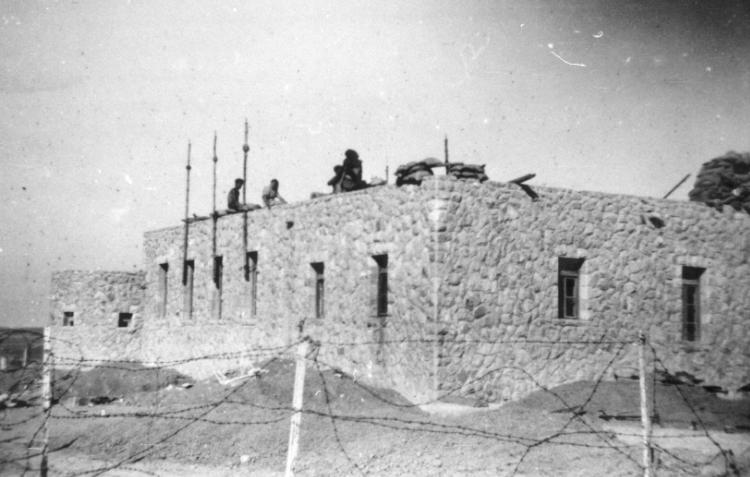
Các thành viên của Yiftach Brigade, First Battalion đóng ở Sheikh Huzeil Police Station, 1948
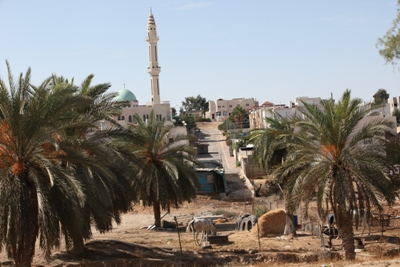
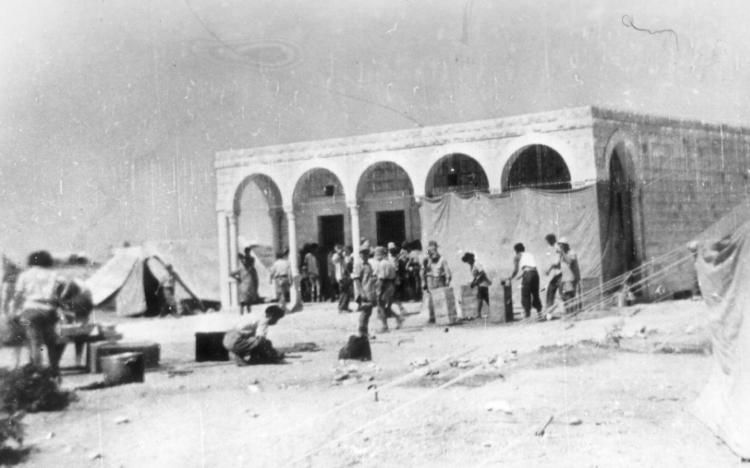
Members of Yiftach Brigade in al-Hazeil, 1948
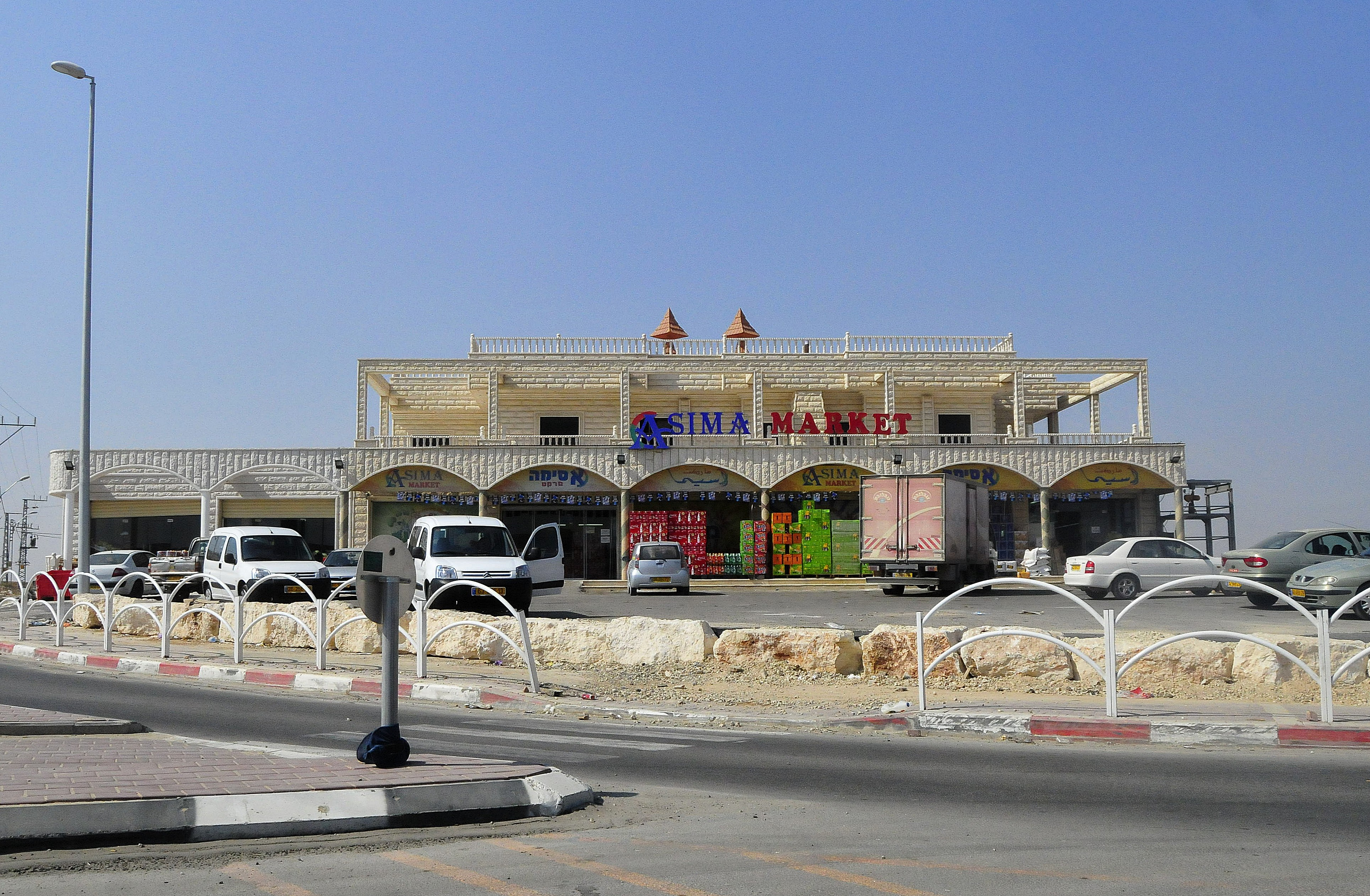
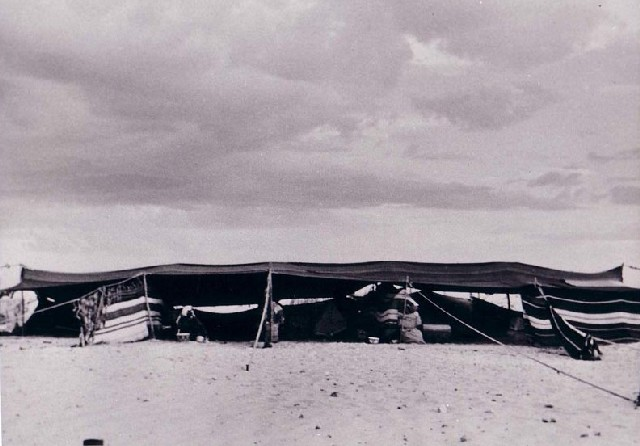
Bedouin tent in Rahat (Al-Hezeel), 1955
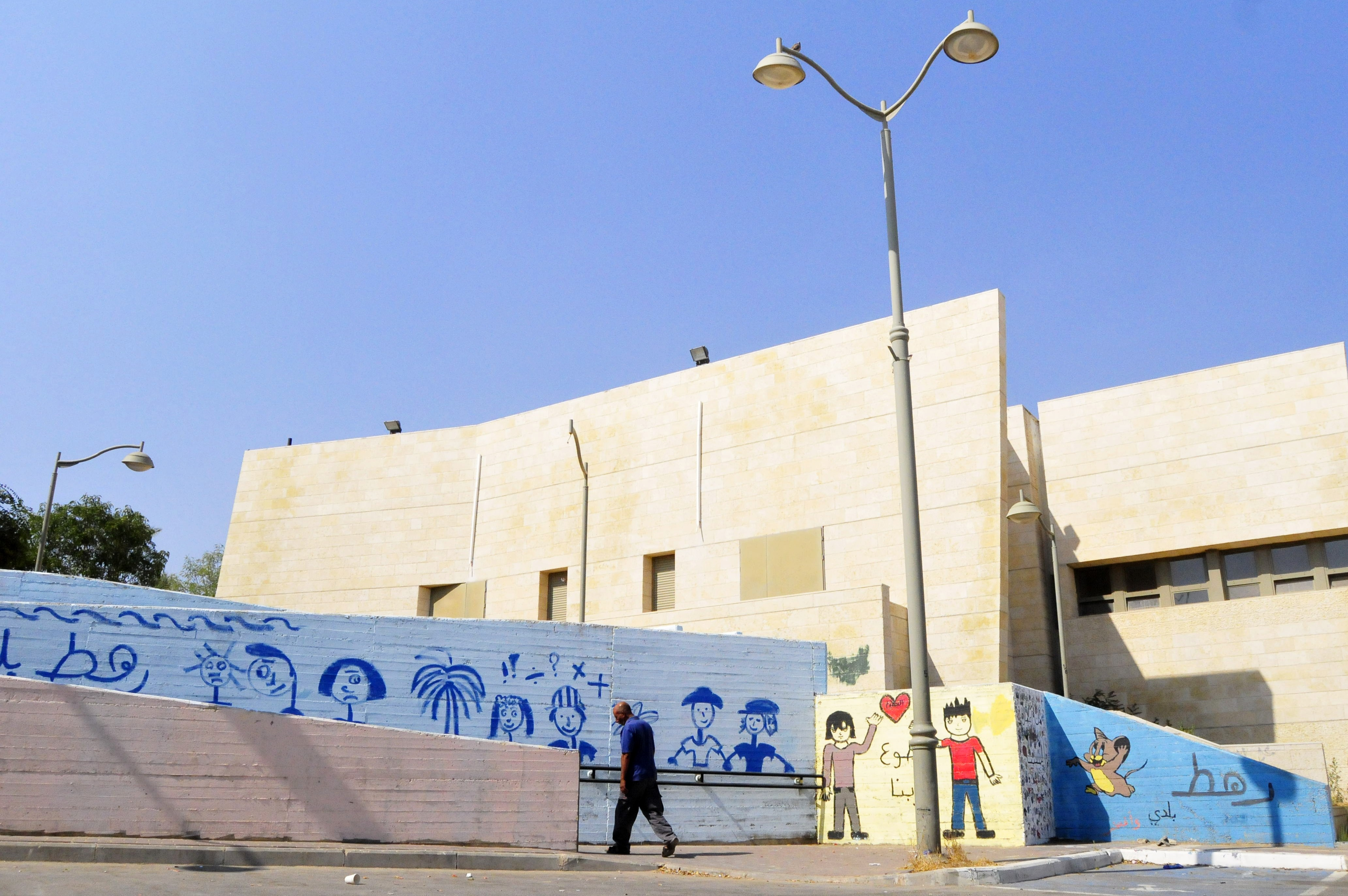
One of Rahat community centers
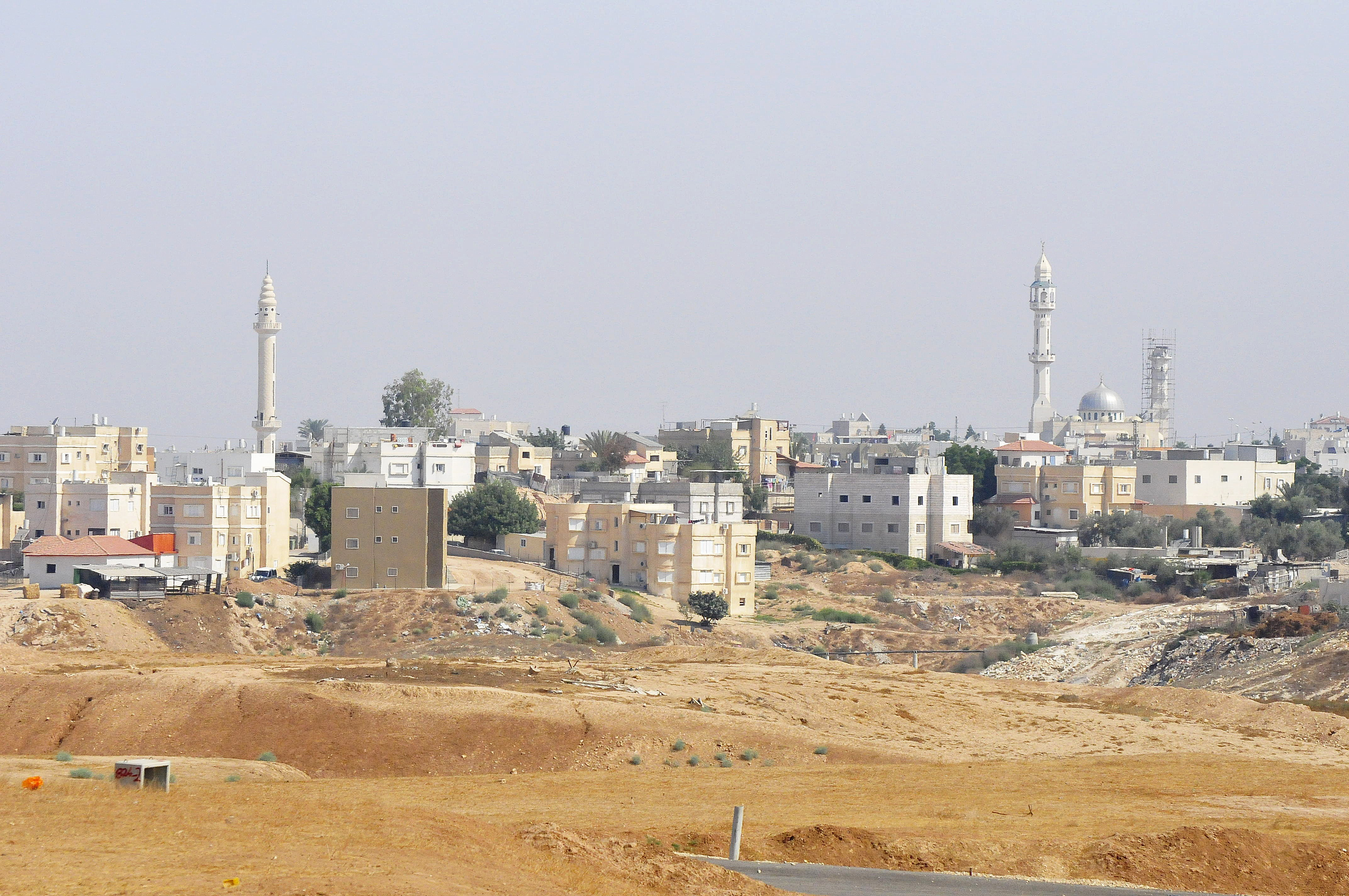
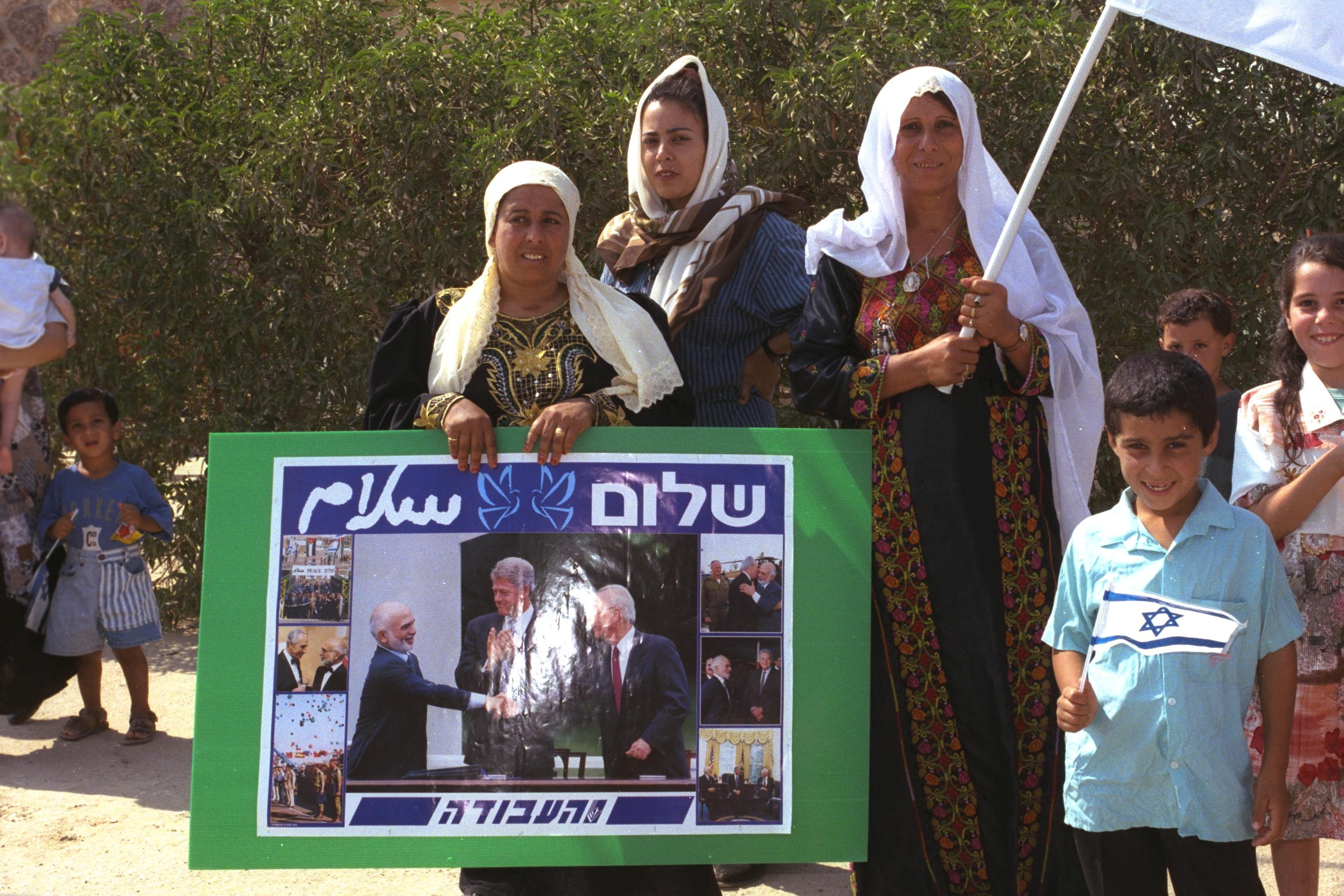
Bedouin women from Rahat hold up posters in favor of the Israeli-Arab peace process, 1995
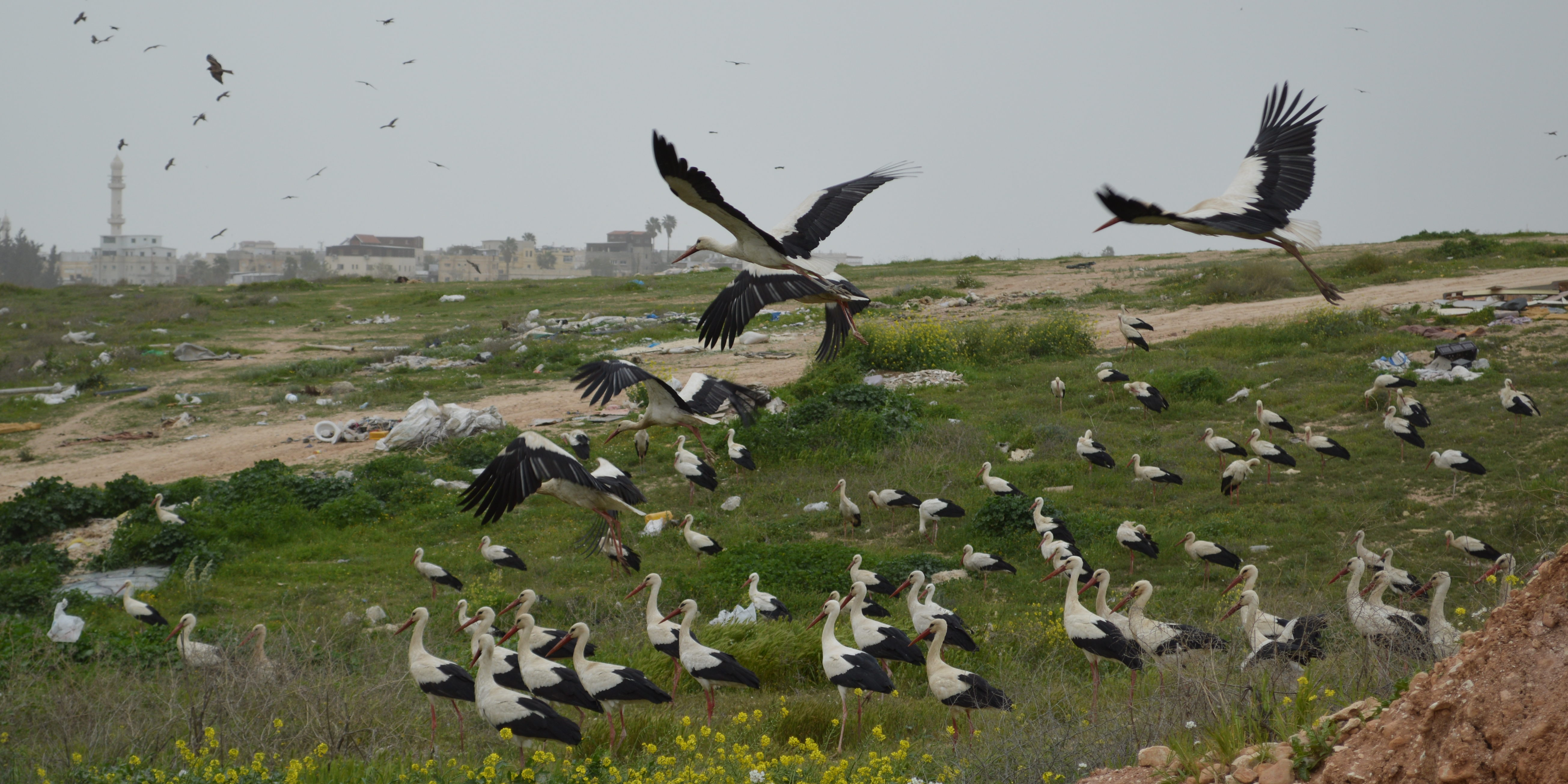
Migratory storks resting in Rahat, spring 2017